# Монтгомері (округ, Індіана)
Шаблон:StateAbbr_ 40°02′ пн. ш. 86°53′ зх. д. / 40.04° пн. ш. 86.89° зх. д.
Округ Монтгомері (англ. Montgomery County) — округ (графство) у штаті Індіана, США. Ідентифікатор округу 18107.

## Історія
Округ утворений 1823 року.

## Демографія
За даними перепису
2000 року
загальне населення округу становило 37629 осіб, зокрема міського населення було 16659, а сільського — 20970.
Серед мешканців округу чоловіків було 18774, а жінок — 18855. В окрузі було 14595 господарств, 10246 родин, які мешкали в 15678 будинках.
Середній розмір родини становив 2,97.
Віковий розподіл населення поданий у таблиці:
| Стать    | До 15 років | 15-21 | 22-29 | 30-39 | 40-49 | 50-65 | 65-85 | Понад 85 |
| -------- | ----------- | ----- | ----- | ----- | ----- | ----- | ----- | -------- |
| Чоловіки | 4158        | 2227  | 1844  | 2755  | 2782  | 2904  | 1918  | 186      |
| Жінки    | 3992        | 1499  | 1741  | 2729  | 2725  | 3051  | 2629  | 489      |

## Виноски
1. ↑  U.S. Decennial Census. United States Census Bureau. Архів оригіналу за 19 липня 2018. Процитовано 10 липня 2014.
2. ↑  Historical Census Browser. University of Virginia Library. Архів оригіналу за 11 серпня 2012. Процитовано 10 липня 2014.
3. ↑  Population of Counties by Decennial Census: 1900 to 1990. United States Census Bureau. Архів оригіналу за 4 жовтня 2014. Процитовано 10 липня 2014.
4. ↑  Census 2000 PHC-T-4. Ranking Tables for Counties: 1990 and 2000 (PDF). United States Census Bureau. Архів оригіналу (PDF) за 18 грудня 2014. Процитовано 10 липня 2014.
5. ↑  Montgomery County QuickFacts. Бюро перепису населення США. Архів оригіналу за 7 червня 2011. Процитовано 25 вересня 2011.(англ.) Наведено за англійською вікіпедією.
6. ↑  American FactFinder. Бюро перепису населення США. Архів оригіналу за 26 лютого 2012. Процитовано 31 січня 2008.

| США | Це незавершена стаття з географії США. Ви можете допомогти проєкту, виправивши або дописавши її. |